# 36e division d'infanterie (France)
Pour les articles homonymes, voir 36e division d'infanterie.
La 36e division d'infanterie est une division d'infanterie de l'armée de terre française qui a participé à la Première et à la Seconde Guerre mondiale.

## Commandants
- 18 octobre 1873 - 19 mars 1878 : général Pourcet d'Arnéguy
- 6 avril 1878 - 13 août 1883 : général Lian
- 6 juin 1893 - 26 décembre 1896 : général Caillard
- 14 janvier 1897 - 14 décembre 1898 : général Derrecagaix
- 21 décembre 1898 - 10 mars 19?? : général d'Azemar
- 2 avril 1902 : général Girardel
- 3 février 1903 - 3 février 1903 : général Tournier
- 9 avril 1903 - 9 mai 1906 : général d'Armagnac
- 13 juin 1906 - 23 février 1910 : général Penaud
- 19 mars 1910 - 18 juin 1912 : général Ruffey
- 22 juin 1912 - 20 mars 1914 : général Micheler
- 1914 : général Jouanic.
- 1914 : général Bertin.
- 1915 : général Lestoquois.
- 10 août 1916 - 26 avril 1918 : général Paquette
- 26 avril 1918 - 12 novembre 1919 : général Mittelhauser
- septembre 1918 - janvier 1919 : général Tahon
- 21 juin 1919 - 26 novembre 1919 : général Lebouc
- 6 décembre 1919 : général Cabaud
- 1er mai 1923 - 10 octobre 1924 : général de Barescut
- 23 septembre 1926 - 31 mai 1927 : général Bastien
- 1929 - 1931 : général Jeanpierre
- 20 octobre 1931 - 26 mars 1934 : général Détrie
- 1939 - 1940 : général Aublet
- 1945 - 1946 : général Cazaud

## Première Guerre mondiale

### Composition
- Mobilisée dans la  18e Région
- Infanterie :

12e Régiment d'Infanterie d'août 1914 à juin 1915 (transféré à la 123e DI)
18e Régiment d'Infanterie d'août 1914 à novembre 1918
34e Régiment d'Infanterie d'août 1914 à novembre 1918
49e Régiment d'Infanterie d'août 1914 à novembre 1918
218e Régiment d'Infanterie de juin 1915 à mai 1917 (dissolution)
117e Régiment d'Infanterie Territoriale d'août à novembre 1918
- Cavalerie :

1 escadron (puis 2 escadrons à partir de juillet 1917) du 10e régiment de hussards d'août 1914 à novembre 1918
- Artillerie :

3 groupes de 75 du 14e régiment d'artillerie de campagne d'août 1914 à novembre 1918
124e batterie de 58 du 24e régiment d'artillerie de campagne de juillet 1917 à janvier 1918
101e batterie de 58 du 14e régiment d'artillerie de campagne de janvier à novembre 1918
11e groupe de 155c du 118e régiment d'artillerie lourde de janvier à juillet 1918
6e groupe de 155c du 118e régiment d'artillerie lourde de juillet à novembre 1918
- Génie :

compagnie 18/2 du 2e régiment du génie
bataillon du 117e régiment d'infanterie territoriale

### Historique

#### 1914 - 1915
- 6 – 9 août : transport par V.F. dans la région de Coussey.
- 9 – 20 août : mouvement, par étapes entrecoupées de repos, vers les régions de Vannes-le-Châtel, Pont-Saint-Vincent, Ménil-la-Tour et Foug. À partir du 17 août, transport par V.F. dans la région de Solre-le-Château.
- 20 – 24 août : mouvement vers la Sambre, par Beaumont et Gozée. Engagée dans la Bataille de Charleroi : 23 août, combats vers Gozée et Biesme-sous-Thuin.
- 24 août – 6 septembre : repli, par Beaumont, Étrœungt et Saint-Algis, sur la région de Villers-le-Sec. Engagée, le 29 août, dans la 1re Bataille de Guise : combats à l’ouest de Ribemont. À partir du 30 août, continuation du repli, par Cerny-lès-Bucy, Anizy-le-Château et Courmont, jusque vers Saint-Martin-aux-Champs.
- 6 – 14 septembre : engagée dans la 1re Bataille de la Marne.

6 - 10 septembre : bataille des Deux Morins : combats vers Rupéreux et Marchais-en-Brie. À partir du 10, poursuite par Château-Thierry, Villers-sur-Fère et Magneux, jusque dans la région de Craonnelle.
- 14 septembre 1914 – 24 avril 1916 : engagée dans la Bataille de l'Aisne : violents combats vers Craonnelle, sur le plateau de Vauclerc et vers la ferme d'Hurtebise. Stabilisation du front, et occupation d’un secteur vers le moulin Pontoy et la ferme Hurtebise :

26 septembre : attaques allemandes vers la ferme d'Hurtebise et Craonnelle.
12 octobre : attaques françaises sur la ferme d'Hurtebise.
26 octobre : extension du front, à gauche, jusque vers la route de Paissy à Ailles.
25 janvier 1915 : violente attaque allemande vers la ferme de la Creute et sur le bois Foulon ; contre-attaques françaises.
Du 14 septembre au 11 octobre, et du 6 au 20 novembre : extension du front, à droite, jusque vers la ferme du Temple.

#### 1916
- 24 – 28 avril : retrait du front et mouvement vers Ville-en-Tardenois.
- 28 avril – 6 mai : transport par V.F. dans la région de Revigny ; repos.
- 6 – 20 mai : mouvement vers Chaumont-sur-Aire: repos.
- 20 – 28 mai : transport par camions à Verdun. Engagée, à partir du 23 mai, dans la Bataille de Verdun, vers la ferme de Thiaumont et l’étang de Vaux.
- 28 mai – 7 juin : retrait du front ; repos vers Chevillon.
- 7 – 20 juin : transport par camions et par V.F. dans la région de Sainte-Menehould ; repos.
- 20 juin – 22 septembre : mouvement vers le nord et occupation d’un secteur entre le ravin de la Houyette et l’Aisne[1].
- 22 septembre – 27 novembre : retrait du front, mouvement vers le camp de Mailly ; instruction.
- 27 novembre – 22 décembre : mouvement par étapes vers la région du Méru, par Rhèges, Esternay, La Ferté-Gaucher, Coulommiers, Lagny, Beaumont-sur-Oise et Mouy : repos et instruction.
- 22 décembre 1916 – 12 février 1917 : transport par camions vers le front, et, à partir du 23 décembre, occupation d’un secteur vers Génermont et l’est de Berny.

#### 1917
- 12 février – 4 mars : retrait du front (relève par l’armée britannique) repos vers Crèvecœur-le-Grand.
- 4 mars – 22 avril : mouvement, par Froissy et Fitz-James, vers Clermont (travaux), et à partir du 24 mars, vers Meaux, puis vers l’Aisne.

15 avril : Bataille du Chemin des Dames, tenue prête à intervenir dans l’offensive ; non engagée.
- 22 avril – 8 mai : occupation d’un secteur vers Craonne et le moulin de Vauclerc.

4 - 5 mai : prise de Craonne et du plateau de Californie ; puis défense des positions conquises (Bataille du Chemin des Dames).
- 8 – 30 mai : retrait du front ; repos vers Chéry-Chartreuve.
- 30 mai – 15 juin : occupation d’un secteur vers le plateau des Casemates et le nord de Craonne.

3 juin : attaque allemande.
- 15 juin – 8 juillet : retrait du front, mouvement vers Château-Thierry et à partir du 19 juin, transport par V.F. dans la région de Vesoul ; repos et instruction au camp de Villersexel.
- 8 juillet – 12 septembre : mouvement vers Belfort ; à partir du 13 juillet, occupation d’un secteur entre Leimbach et le canal du Rhône au Rhin.
- 12 septembre – 1er octobre : retrait du front ; repos et instruction vers Rougemont-le-Château et travaux de 2e position.
- 1er – 27 octobre : transport par V.F. de la région de Belfort, vers Cuperly et Saint-Hilaire-au-Temple. À partir du 6 octobre, occupation d’un secteur vers le chemin de Souain à Sainte-Marie-à-Py et Auberive-sur-Suippe.
- 27 octobre 1917 – 7 mars 1918 : mouvement de rocade, et occupation d’un nouveau secteur vers les Mamelles et la cote 193.

13 février 1918 : éléments engagés dans l’attaque et la prise du plateau de la Galoche.

#### 1918
- 7 – 24 mars : retrait du front et repos vers Chavanges.
- 24 mars – 5 avril : transport par V.F. dans la région de Montdidier. Engagée, dès son débarquement dans la 2e Bataille de Picardie, au sud d’Ayencourt : résistance à l’offensive allemande devant Le Ployron, Courcelles-Epayelles et Domfront.

28 et 29 mars : attaque et prise d’Ayencourt et d’Assainvillers.
30 mars : attaque allemande repoussée. Stabilisation du front dans la région de Tronquoy, et le sud d’Ayencourt.
- 5 – 15 avril : retrait du front ; repos vers Moyenneville.
- 15 avril – 21 juin : occupation d’un secteur vers Rollot et Vaux. À partir du 9 juin, engagée dans la Bataille du Matz : combats dans la région Courcelles-Épayelles, Le Ployron.
- 21 juin – 11 juillet[2] : retrait du front, repos vers Nointel. À partir du 23 juin, transport par V.F. en Argonne : repos.
- 11 juillet – 26 août : occupation d’un secteur entre l’Aire et le bois d’Avocourt.

20 juillet : secteur déplacé à gauche, vers le pont des Quatre Enfants et la Fille Morte.
- 26 août – 15 septembre : retrait du front ; à partir du 29 août, transport par V.F. vers Pont-Sainte-Maxence ; repos.
- 15 septembre – 12 octobre : mouvement vers le front et occupation d’un secteur vers Allemant. Engagée dans la poussée vers la position Hindenburg :

17 septembre, enlèvement du plateau de Pinon ; puis organisation des positions conquises. À partir du 28 septembre, poursuite, à travers la forêt de Pinon, jusqu’à l’Ailette, où le front se stabilise vers Chavignon et le bois de Mortier.
- 12 – 25 octobre : reprise de l’offensive dans la région du massif de Laniscourt : 19 octobre, prise de Verneuil-sur-Serre. Progression, vers la Hundings Stellung, jusqu’à la Souche (Bataille de la Serre).
- 25 octobre – 11 novembre : retrait du front ; repos dans la région de Vez et de Crépy-en-Valois.

### Rattachements
- Affectation organique : 18e Corps d’Armée, d’août 1914 à novembre 1918
- 1re armée

7 – 10 décembre 1916
3 – 5 avril 1918
- 2e armée

2 – 17 août 1914
27 avril – 6 juin 1916
23 juin – 28 août 1918
- 3e armée

7 – 25 juin 1916
11 – 19 décembre 1916
5 février – 28 mars 1917
6 avril – 9 juin 1918
13 – 22 juin 1918
29 août – 5 septembre 1918
27 octobre – 11 novembre 1918
- 4e armée

26 juin – 30 novembre 1916
1er octobre 1917 – 23 mars 1918
- 5e armée

18 août 1914 – 26 avril 1916
1er – 6 décembre 1916
- 7e armée

19 juin – 30 septembre 1917
- 10e armée

20 décembre 1916 – 4 février 1917
29 mars – 18 juin 1917
6 septembre – 26 octobre 1918
- Groupement Mangin

10 – 12 juin 1918

## L'Entre-deux-guerres
La loi du 13 juillet 1927, sur l’organisation générale de l’armée, et la loi des cadres et effectifs du 28 mars 1928, fixent le nombre des divisions d’infanterie métropolitaines à vingt.
Ces dernières sont considérées comme des forces de territoire affectées à la défense du sol métropolitain.
Ces grandes unités d’infanterie sont de trois types : dix divisions d’infanterie de type « nord-est », sept divisions d’infanterie motorisées et trois divisions d’infanterie alpine.
La 36e division d'infanterie, stationnée à Bayonne est de type « nord-est ».

### Composition
- 14e Régiment d'Infanterie : Toulouse
- 18e Régiment d'Infanterie : Bayonne
- 57e Régiment d'Infanterie : Bordeaux
- 24e Régiment d'Artillerie Divisionnaire : Tarbes

## Seconde Guerre mondiale

### Composition
Le 10 mai 1940 la 36e DI, sous les ordres du général Aublet, est rattachée à la réserve du GQG.
À cette date la 36e division d'infanterie se compose de :
- 14e Régiment d'Infanterie
- 18e Régiment d'Infanterie
- 57e Régiment d'Infanterie
- 24e Régiment d'Artillerie Divisionnaire
- 224e Régiment d'Artillerie Lourde Divisionnaire
- 39e Groupe de Reconnaissance de Division d'Infanterie

La 36e DI est l'une des premières divisions métropolitaine reconstituée. 
Elle est recréée en février 1945 dans le sud-ouest de la France à partir des forces FFI locales : Haute Garonne, Pyrénées, Lot-et-Garonne, Gironde et Corrèze).

Son encadrement est constitué d'officiers de la 1re armée et son emblème est emprunté à celui de la 1re DFL.

La 36e DI relève la 1re DFL en Italie et à la frontière franco-italienne en juin 1945.
À cette date la 36e division d'infanterie se compose de :
- 14e Régiment d'Infanterie
- 18e Régiment d'Infanterie
- 57e Régiment d'Infanterie
- 2e régiment de hussards
- 24e régiment d'artillerie
- 92e bataillon du génie

### L’après guerre
Le 1er février 1946, la 36e DI, qui dans le cadre des troupes d'occupation en Allemagne (TOA) vient de relever en Allemagne la 2e DIM, est dissoute.